# 特萊姆森的陷落
特萊姆森的陷落（1518年）為鄂圖曼-哈布斯堡戰爭的一部分。
在此戰前，鄂圖曼帝國海軍上將奧魯奇雷斯曾從蘇丹阿布·扎揚手中奪取了特萊姆森：後者為扎亞尼德王朝的最後一位成員。特萊姆森蘇丹隨後逃往摩洛哥費茲，奧魯奇雷斯則加冕為特萊姆森國王。扎亞尼德王朝唯一的倖存者是謝赫·布哈穆德逃到了奧蘭，並呼籲西班牙提供援助。該胜利也使奧魯奇雷斯控制了西班牙瓦赫蘭基地後方之偏遠地區：這極大地威脅了他們的日常補給路線。同時該勝利讓奧魯奇雷斯控制了相當大範圍的領土面積，相當於法屬阿爾及利亞。
很快地，西班牙於1518年在距離奧蘭70英里（110公里）的特萊姆森進行襲擊，並將奧魯奇雷斯逼入絕境並殺死之，爾後前者佔領了特萊姆森地區。然而沒過多久，摩洛哥召集一支龐大的部隊進攻特萊姆森並將西班牙從中驅逐。鄂圖曼帝國一直到1553年後才得以繼續對特萊姆森進行直接性影響。
在同一年，摩洛哥瓦塔斯王朝的阿布·阿拔斯·艾哈邁德·伊本·穆罕默德被他的對手薩阿德王朝的謝里夫俘虜。其繼任者兼幼子納西爾·卡斯里之攝政王阿里·阿布·哈松決定效忠鄂圖曼帝國，藉以換取其支持。